# Claude Lecomte

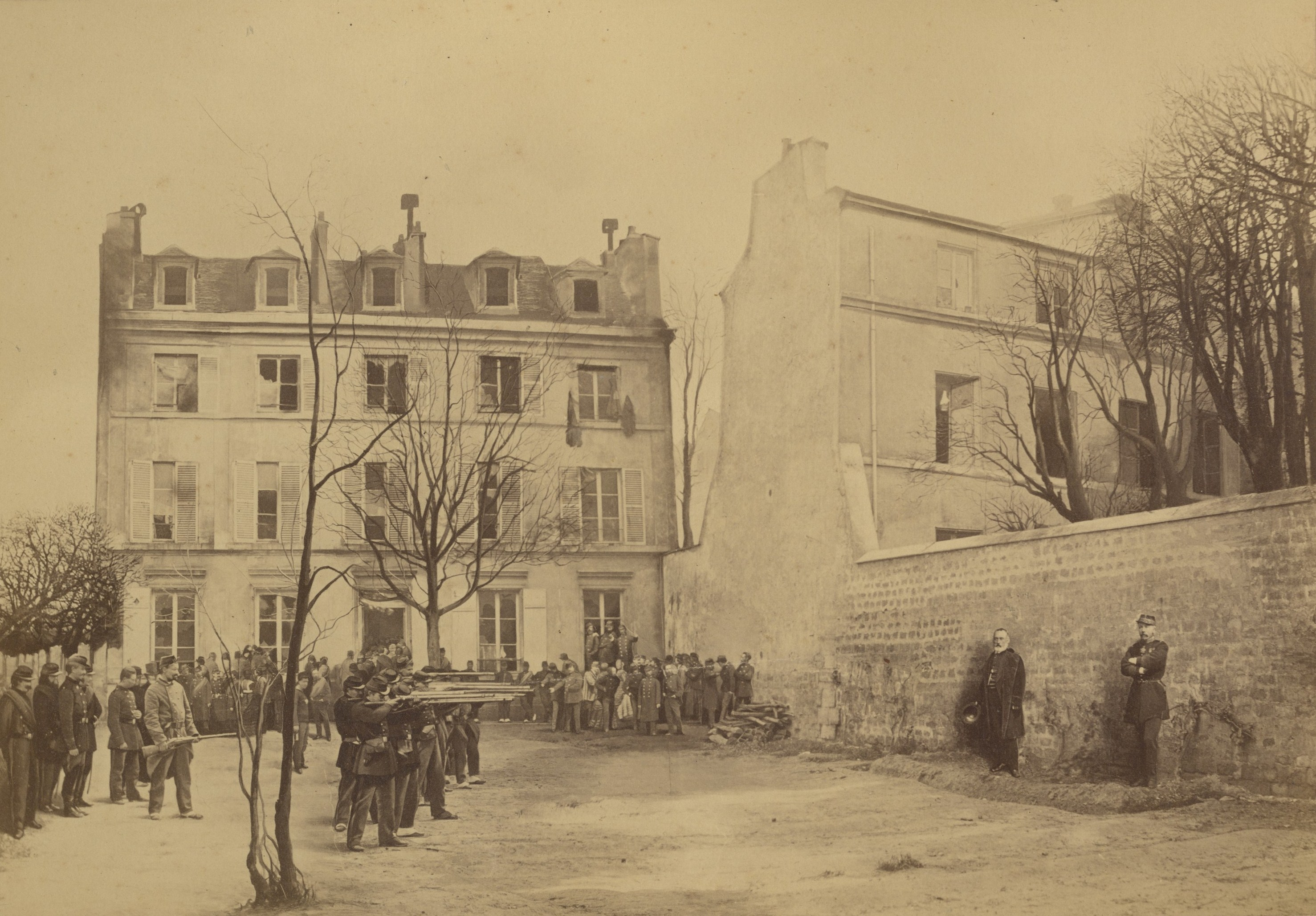
Assassinat dels generals Clément-Thomas i Lecomte (fotomuntage d'Eugène Appert).

Claude Lecomte (Thionville, 8 de setembre de 1817 - Montmartre, 18 de març de 1871) fou un militar francès, general de brigada de l'exèrcit de França, assassinat per la Guàrdia Nacional de la Comuna de París.

## Trajectòria
L'any 1837 es va graduar a l'acadèmia militar de Saint Cyr, i fou ascendit a coronel l'agost de 1865 i el 1869 passà a ser segon al comandament de la Pritaneu Nacional Militar a La Flèche. L'any 1870 fou promogut a general de brigada i formà part de l'exèrcit del nord, comandat pel general Louis Faidherbe, durant la Guerra francoprussiana de 1870. Lecomte participà a les batalles d'Amiens, Sant Quintí i Pont-Noyelles. De tornada a París després de la capitulació, quan substituí l'almirall vescomte Fleuriot de Langle, comandant del sisè sector, fou posat temporalment al capdavant d'una brigada del nou exèrcit de París així com nomenat director de la Flèche.
Com a general de brigada participà al setge de París. Després de la capitulació de la ciutat fou nomenat comandant del 2n sector.

## Execució
Estigué a punt de marxar cap a províncies quan esclatà l'Alçament del 18 de març de 1871. El govern d'Adolphe Thiers encarregà a Lecomte la recuperació dels canons de Montmartre, on la Guàrdia Nacional els portà quan els prussians avançaren cap els Camps Elisis. Lecomte esperà en va que les seves unitats d'artilleria traguessin els components dels canons. Els militars foren envoltats per una multitud que s'oposava a l'eliminació dels canons, moment en què Lecomte intentà retirar-se, i després ordenà als seus soldats que carreguessin les armes i muntessin baionetes. Ordenà tres cops que disparessin però els soldats s'hi negaren. Alguns dels oficials foren desarmats i portats a l'ajuntament de Montmartre, sota la protecció de l'alcalde del 18è districte, i després primer ministre, Georges Clemenceau. Lecomte i els seus oficials foren capturats pels guàrdies i soldats amotinats i portats a la seu local de la Guàrdia Nacional, situada a la sala de ball del Château Rouge. Els oficials foren apedregats, colpejats, amenaçats i insultats per la multitud. A mitja tarda, membres d'un grup anomenat El Comitè de Vigilància del 18è districte traslladà a Lecomte i la resta d'oficials a la Rue des Rosiers, 6, tot exigint que fossin jutjats i executats. A última hora de la tarda, Lecomte fou colpejat i posteriorment disparat per l'esquena. Minuts després, un altre general, Jacques Leon Clément-Thomas, que es trobava amb roba de civil, fou reconegut per la multitud, llançat al damunt del cadàver de Lecomte i igualment assassinat. Els seus cossos quedaren exposats al lloc de l'assassinat durant dos dies, concretament a la rue des Rosiers (actualment, rue du Chevalier-de-la-Barre). El doctor Guyon, que després examinà els cossos, trobà quaranta bales al cos de Clément-Thomas i nou bales a la part posterior de Lecomte.
La llegenda que un escamot afusellà de forma ordinària als dos generals fou un invent basat en una fotografia escenificada pel fotògraf Eugène Appert, que fou realitzada al juny, tres mesos després. Fins i tot hi hagué una producció de teatre activista (La Commune, drame historique, 1908), que retrata un pseudo-judici als dos generals abans de l'execució.
Segons la història de la Comuna escrita el 1876 per Prosper-Olivier Lissagaray, quan el general Lecomte fou arrestat pels seus homes, el Comitè de vigilància de Montmartre emeté una ordre al comandant de la Guàrdia Nacional encarregat de vetllar pel general al Château Rouge per assegurar la seva protecció. La petició es produí just després que Lecomte fos traslladat a aquesta localitat.